# Wasfi at-Tall
Wasfi Mustafa Wahbi Salih al-Mustafa at-Tall (arab. ‏وصفي مصطفى وهبي صالح المصطفى التل‎, Waṣfī Muṣṭafá Wahbī Ṣāliḥ al-Muṣṭafá at-Tall; ur. 1919 lub 1920 w Irbidzie, zm. 28 listopada 1971 w Kairze) – jordański polityk, trzykrotny premier Jordanii.

## Życiorys
Ukończył studia na Uniwersytecie Amerykańskim w Bejrucie, po uzyskaniu dyplomu pracował jako nauczyciel. W młodości sympatyzował z lewicą i z ideami panarabskimi. W 1942 zaciągnął się do armii brytyjskiej, służył w Londynie jako oficer łącznikowy. Po trzech latach służby odszedł z armii i podjął pracę w arabskim biurze informacyjnym w Londynie, z którym był związany do 1948. W 1948 przybył do Palestyny, by wziąć udział w wojnie arabsko-żydowskiej. Walczył w Arabskiej Armii Wyzwoleńczej.
Po klęsce Arabów osiadł w Jordanii. Jego poglądy, początkowo niechętne monarchii haszymickiej, uległy zmianie. Wasfi at-Tall pracował w administracji państwowej, dochodząc do stanowiska dyrektora państwowego biura prasowego. Publicznie opowiadał się za prozachodnią orientacją Jordanii i wstąpieniem kraju do Paktu Bagdadzkiego, dzięki czemu został radcą w jordańskiej ambasadzie w RFN. W 1955, po gwałtownych zamieszkach w Ammanie, Irbidzie i na Zachodnim Brzegu Jordanu król Husajn wycofał się jednak z planów wstąpienia do paktu. At-Tall pozostał w RFN do 1957, następnie wrócił do kraju i ponownie pracował w administracji publicznej. W 1961 został ambasadorem Jordanii w Iraku. W roku następnym król Husajn sprowadził go do kraju i nominował na premiera.

### Premier Jordanii

#### Pierwszy rząd at-Talla
Jako premier Jordanii at-Tall dążył do profesjonalizacji jordańskiego aparatu urzędniczego, promowania ludzi wykształconych niezależnie od pochodzenia, przez co był postrzegany jako protektor Palestyńczyków z Zachodniego Brzegu. Po objęciu urzędu premiera usunął ze stanowisk lub przeniósł na wymuszoną emeryturę ponad 700 wyższych urzędników, na miejsca których powołał młodych absolwentów uniwersytetów. Rząd dążył do poprawy pracy urzędów, zwalczania korupcji, nepotyzmu i trybalizmu. Drugim wielkim przedsięwzięciem at-Talla było stymulowanie rozwoju gospodarczego Jordanii poprzez utworzenie Jordańskiego Urzędu Rozwoju i wdrożenie programu państwowych inwestycji w przemyśle i rolnictwie. Z funduszy pochodzących z pomocy zagranicznej przeprowadzono wówczas m.in. meliorację doliny Jordanu, szereg inwestycji w infrastrukturę i zbudowano podstawy jordańskiego przemysłu, zwłaszcza wydobycia fosfatów. Celem rządu było zakończenie jordańskiego uzależnienia od importu, co udało się jedynie częściowo. Bez powodzenia at-Tall starał się zlikwidować wpływy polityczne armii jordańskiej. Za aprobatą króla Husajna dokonał częściowej liberalizacji życia politycznego w Jordanii, zwiększając faktyczne możliwości działania opozycji parlamentarnej. W listopadzie 1962 w Jordanii odbyły się wybory parlamentarne, w których mogli startować kandydaci krytyczni wobec rządu (istnienie partii politycznych pozostało zabronione), ale wyłącznie jako niezależni. Niechętnie odnosił się do prezydenta Egiptu Gamala Abdel Nasera, negatywnie oceniał także palestyńskie organizacje polityczne i zbrojne. W czasie wojny domowej w Jemenie Północnym udzielał wsparcia obalonej monarchii Muhammada al-Badra.
Wybory wyłoniły parlament niechętny at-Tallowi i jego rządowi, opozycjoniści byli jednak skłóceni i nie byli w stanie realnie mu zagrozić. Premier źle znosił krytykę swoich poczynań, regularnie wdawał się w parlamencie w kłótnie z deputowanymi. Ostatecznie jednak o upadku jego gabinetu przesądziły problemy międzynarodowe. Udane zamachy stanu przeprowadzone przez socjalistyczną partię Baas w Iraku oraz Syrii zwiększyły poparcie Jordańczyków dla lewicy i dla naserowskiego Egiptu. Masowe demonstracje poparcia dla Abdel Nasera, rozpędzane przez wojsko, zamieniły się w zamieszki. 20 kwietnia król Husajn zdecydował o rozwiązaniu parlamentu, wprowadzeniu stanu wyjątkowego i zakończeniu prób liberalizacji życia politycznego. Jeszcze w tym samym roku postanowił również poprawić swoje relacje z prezydentem Egiptu, zdymisjonował at-Talla i powołał na jego miejsce Bahdżata at-Talhuniego, również opowiadającego się za poprawą relacji jordańsko-egipskich. We wrześniu 1964 Jordania zgodziła się na utworzenie Organizacji Wyzwolenia Palestyny i umieszczenie jej kierownictwa na swoim terytorium.

#### Drugi rząd at-Talla
Już w lutym 1965 król Husajn uznał, że postępowanie kierownictwa OWP, tworzącego na terytorium Jordanii własne „palestyńskie urzędy” i prowadzącego pobór „podatków” na rozwój organizacji, jak również jego dalsze żądania, są niedopuszczalne i ponownie zmienił swoją politykę wobec Palestyńczyków. At-Talhuni został zdymisjonowany, a na urząd premiera powrócił at-Tall, który nie zmienił swojego stosunku do Abdel Nasera i zbrojnego ruchu palestyńskiego. Odrzucił główne żądania Ahmada asz-Szukajriego, kierującego organizacją, dotyczące otwarcia w Ammanie jej oficjalnej siedziby i obłożenia urzędników państwowych pochodzenia niepalestyńskiego obowiązkowym 5-procentowym podatkiem na rzecz OWP oraz al-Fatah. W ocenie at-Talla przyjęcie drugiego z żądań przekreślałoby całą dotychczasową politykę wewnętrzną Jordanii, której celem była unifikacja narodowa. Gdy mediacja między rządem i OWP, prowadzona przez Abdel Nasera, nie przyniosła rezultatów, a egipskie media znów zaczęły atakować Jordanię i jej władze, premier i król Husajn postanowili siłowo zlikwidować oficjalne placówki OWP. W czerwcu 1966 zajęły je siły bezpieczeństwa. Palestyńska organizacja zdążyła już jednak utworzyć – obok legalnych – także struktury zakonspirowane, toteż jej całkowita likwidacja nie powiodła się.
Nieoczekiwanie 24 lutego 1967 Husajn ponownie postanowił zmienić kurs w polityce zagranicznej, zażądał zatem od at-Talla rezygnacji (chociaż jego rząd odnosił pewne sukcesy na polu gospodarczym), ponownie mianował premierem at-Talhuniego, zaś w końcu maja podpisał sojusz z Egiptem. Rezultatem był udział Jordanii w wojnie sześciodniowej, zakończony całkowitą klęską i utratą kontroli nad Zachodnim Brzegiem Jordanu. Mimo klęski Jordania nie zakończyła współpracy z Egiptem, a w konsekwencji z palestyńskimi organizacjami głoszącymi hasła wyzwoleńcze i lewicowe. Ponownie zezwoliła na działanie Organizacji Wyzwolenia Palestyny, której członkowie – podobnie zresztą jak całe środowisko palestyńskich uchodźców – szybko się radykalizowali. Chociaż terytorium Jordanii stało się centrum ruchu palestyńskiego, coraz radykalniejszy ruch zaczął na przełomie lat 1969/1970 występować nie tylko przeciw Izraelowi, ale także przeciw monarchii haszymidzkiej. Nie powiodły się zarówno podejmowane przez króla Husajna próby posłużenia się ruchem palestyńskim do własnych celów (udowodnienie, że Jordania pozostaje w sporze z Izraelem i jest stroną wojny na wyczerpanie bez zaangażowania regularnych sił jordańskich), ale także próby wypracowania kompromisu i powstrzymania Palestyńczyków od ataków na jordańskie wojsko, policję i instytucje państwowe. W połowie 1970 Husajn zaczął tracić kontrolę nad państwem, wydawało się, że faktyczna władza w Jordanii należy do zbrojnych oddziałów palestyńskich.

#### Trzeci rząd i śmierć at-Talla
At-Tall, który po 1967 nie piastował żadnych znaczących stanowisk, konsekwentnie opowiadał się za siłowym usunięciem organizacji palestyńskich z Jordanii. Husajn zdecydował się na takie rozwiązanie we wrześniu 1970. Już po zakończeniu największych walk wewnętrznych między jordańską armią a oddziałami Palestyńczyków (wojna domowa określana jako Czarny Wrzesień), 28 października 1967, po raz trzeci mianował at-Talla premierem. Ponieważ rozbicie ostatnich zgrupowań palestyńskich w Jordanii (marzec-lipiec 1971) przypadło właśnie na okres jego rządów, w opinii Palestyńczyków stał się symbolem jordańskiego wystąpienia przeciwko OWP. W rzeczywistości jednak nie on, lecz król Husajn, podejmował w tej sprawie ostateczne decyzje. Jeszcze w tym samym roku, w listopadzie, at-Tall został zamordowany przez członków organizacji palestyńskiej Czarny Wrzesień, nazwanej tak od wydarzeń w Jordanii, w hotelu w Kairze, dokąd udał się na posiedzenie Wspólnej Rady Obrony Ligi Państw Arabskich.